# احمد جعفر
احمد جعفر (انگلیسی: Ahmed Gaafar؛ زادهٔ ۲۱ دسامبر ۱۹۸۵) یک ورزشکار اهل مصر است.
از باشگاه‌هایی که در آن بازی کرده‌است می‌توان به باشگاه ورزشی زمالک و تیم ملی فوتبال مصر اشاره کرد.
وی همچنین در تیم‌های ملی فوتبال مصر بازی کرده است.